# 灰岩線
灰岩線（フェアムせん）は、朝鮮民主主義人民共和国咸鏡北道慶興郡にある鶴松駅から梧鳳駅までを結ぶ鉄道路線である。阿梧線もしくは梧鳳線とも呼ばれている。

## 路線データ
- 路線距離：鶴松～梧鳳10.4km
- 駅数：4（両端駅を含む）
- 軌間：1435mm
- 電化区間：なし
- 複線区間：なし

## 概要
日本統治時代に建設された朝鮮人造石油株式会社線を原型としている。

## 歴史
- 1938年9月9日：阿吾地駅（現：鶴松駅） - 灰岩駅間開業[1]。
- 1942年9月14日：灰岩駅 - 梧鳳駅間開業[2]。

## 駅一覧
- 駅所在地は全線咸鏡北道慶興郡内。

| 駅名                | 駅名                | 駅名            | 駅間キロ (km) | 累計キロ (km) | 接続路線             |
| 日本語              | 朝鮮語              | 英語            | 駅間キロ (km) | 累計キロ (km) | 接続路線             |
| ------------------- | ------------------- | --------------- | ------------- | ------------- | -------------------- |
| 鶴松駅 (阿吾地駅)   | 학송역 (아오지역)   | Haksong (Aoji)  | 0.0           | 0.0           | 北朝鮮鉄道省：咸北線 |
| 灰岩駅              | 회암역              | Hoeam           | 5.9           | 5.9           |                      |
| 恩徳駅 (新阿吾地駅) | 은덕역 (신아오지역) | Ŭndŏk (Sinaoji) | 1.6           | 7.5           |                      |
| 梧鳳駅              | 오봉역              | Obong           | 2.9           | 10.4          |                      |

## 脚註
1. ↑  朝鮮総督府官報 昭和 第3505号（1938年9月20日）
2. ↑  朝鮮総督府官報 昭和 第4695号（1942年9月19日）

## 参考資料
- 国分隼人（2007年）. 『将軍様の鉄道 北朝鮮鉄道事情』, 新潮社. ISBN 9784103037316